# Trachythecium
Trachythecium là một chi rêu trong họ Hypnaceae.